# Henry Potter
Henry Potter (St. Louis, 4 de outubro de 1881 — Nova Iorque, 24 de janeiro de 1955) foi um golfista norte-americano que competiu no golfe nos Jogos Olímpicos de Verão de 1904, onde foi integrante da equipe norte-americana que conquistou a medalha de prata. Na competição individual terminou em décimo quinto e foi eliminado na primeira rodada do jogo por buraco. Era irmão do também golfista olímpico Clarkson Potter.